# Projekt 22350
Das Projekt 22350 (nach dem Typschiff auch als Admiral-Gorschkow-Klasse bezeichnet) ist ein Klasse von Fregatten der russischen Marine, die seit 2018 in Dienst steht.
Die Klasse besitzt Stealth-Eigenschaften, ist für Schiffs-, U-Boot- und Flugabwehr bestimmt und soll unter anderem im Rahmen von Anti-Terror-Einsätzen eingesetzt werden. Die Schiffe sollen die bisherigen Fregatten der Kriwak-Klasse und die Zerstörer der Sowremenny-Klasse ersetzen.
Das gesamte Programm wird laut Admiral Massorin „mindestens 20 Einheiten, fünf pro Flotte“ umfassen. Es sind die größten Überwasser-Schiffe, die nach dem Ende der Sowjetunion für die russische Marine gebaut wurden.

## Entwurf
Der grundlegende Entwurf des Projektes 22350 wurde 2005 von der russischen Marine genehmigt. Ursprünglich handelte es sich um eine 5.800 ts verdrängende Mehrzweckfregatte, die mit Senkrechtstartanlagen für Schiff-Schiff- und Flugabwehr-Lenkflugkörper, einem 130-mm-Geschütz, drei Nahbereichsverteidigungssystemen, Bordhubschraubern sowie Sonar und Schleppsonar ausgerüstet war.
Um die Radarsignatur der Schiffe zu verringern, werden Kompositmaterialien eingesetzt. Die Schiffslinien mit Spiegelheck und scharfem Vorsteven verbessern in Verbindung mit nicht einziehbaren Stabilisatoren die Seeeigenschaften des Schiffes.

## Antriebsanlage
Projekt 22350 verfügt über einen kombinierten Diesel- und Gasturbinenantrieb M55R (CODAG). Die beiden Antriebsdieselmotoren für die Marschfahrt vom Typ 10D49 befinden sich im hinteren Maschinenraum. Die beiden zuschaltbaren Gasturbinen sind im Vorschiff verbaut. Durch die Kombination von Dieselmotoren und Gasturbinen sind Geschwindigkeiten von 15 kn (Marschgeschwindigkeit) und 30 kn (Höchstgeschwindigkeit) möglich.
Ursprünglich sollten die Schiffe mit in der Ukraine von Sorja-Maschprojekt hergestellten M90FR-Gasturbinen ausgerüstet werden. Wegen des Krieges in der Ukraine verhängte die Ukraine ein Waffenembargo gegen Russland, weshalb nur die ersten beiden Schiffe die M90FR-Gasturbinen erhielten. Ab dem dritten Schiff werden russische AL-WMF-Gasturbinen von NPO Saturn verbaut.

## Bewaffnung
Auf dem Vorschiff befinden sich zwei UKSK-Senkrechtstartanlagen. Bei den ab 2020 auf Kiel gelegten Schiffen sollen drei dieser Startanlagen eingebaut werden. Diese bestehen jeweils aus acht Zellen und können wahlweise mit BrahMos-, P-800 Oniks- und Kalibr-Lenkwaffen sowie SS-N-33 Zirkon Hyperschall-Seezielflugkörper bestückt werden. Zur Fliegerabwehr sind vor den UKSK-Containern in vier Blöcken weitere 32 Zellen für 9M96-Lenkwaffen untergebracht.
Die Artillerie besteht aus einem 130-mm-Geschütz A-192M und wird durch das 5P-10-Puma-Feuerleitsystem gesteuert. Die maximale Reichweite des Geschützes beträgt 23 km, die Kadenz 30 Schuss/Minute. Je nach verwendeter Munition können Land-, See- oder Luftziele bekämpft werden.
Zur Nahbereichsverteidigung dienen zwei Palasch-CIWS auf dem Hangardach.
Zur U-Boot- und Torpedo-Abwehr befinden sich beidseitig im Rumpf Paket-NK-Starter, die jeweils vier Torpedos umfassen. Die Ortung von U-Booten erfolgt durch ein Sarija-Sonar und ein Niederfrequenz-Winjetka-Schleppsonar. Das Sonar soll Ziele auf bis zu 60 km orten können.
Am Heck des Schiffes befinden sich ein Hubschrauberlandeplatz und ein Hubschrauber-Hangar. Zum Einsatz kommen Hubschrauber vom Typ Kamow Ka-27.
Am 4. Januar 2023 übertrug das russische Fernsehen eine Videoschalte, bei der Staatspräsident Putin Zirkon-Flugkörper auf der Schiffsklasse 'in Dienst stellte'. Es sei die erste Fregatte, die mit den neuen Raketen ausgestattet wird. Im Dezember 2023 wurden die Raketen auf der Admiral Kassatonow für einsatzbereit erklärt.

## Bau
Die Kiellegung des ersten Schiffes des Projekt 22350 erfolgte am 1. Februar 2006 unter dem Namen Admiral Sergei Georgijewitsch Gorschkow (in Nachfolge des 1996 außer Dienst gestellten Flugzeugträgers Admiral Flota Sowjetskowo Sojusa Gorschkow) auf der Sewernaja-Werft in Sankt Petersburg. Die Fregatte lief im Oktober 2010 vom Stapel und sollte bereits im Jahr 2011 der Schwarzmeerflotte übergeben werden. Erhebliche Bauverzögerungen führten allerdings erst im Jahr 2018 zur Indienststellung des Schiffes.

## Einsätze
Kurz nach seiner Indienststellung besuchte das Mehrzweck-Kampfschiff Kuba und wurde von drei weiteren Schiffen der russischen Marine begleitet. Der amerikanische Zerstörer Jason Dunham folgte dem Schiffsverband dabei zeitweise in nur wenigen Kilometern Abstand durch die Karibik.
Am 25. Dezember 2017 wurde die Admiral Gorschkow nördlich von Schottland eingesetzt. Dabei eskortierte die britische Fregatte HMS St Albans das Schiff nahe der britischen Hoheitsgewässer in der Nähe des Moray Firth. Während dieses Einsatzes fiel der Antrieb der Admiral Gorschkow aus.
Das Schiff gehört zu Russlands Nordmeerflotte und soll 2023 auf eine lange Reise in den Atlantischen und Indischen Ozean geschickt werden, um Russlands Seemacht zu demonstrieren.

## Einheiten
| Name                                                                              | Bauwerft                          | Kiellegung        | Stapellauf         | Indienststellung  | Bemerkungen (Flotte) |
| --------------------------------------------------------------------------------- | --------------------------------- | ----------------- | ------------------ | ----------------- | -------------------- |
| Flottenadmiral der Sowjetunion Gorschkow (Адмирал флота Советского Союза Горшков) | Sewernaja-Werft, Sankt Petersburg | 1. Februar 2006   | 29. Oktober 2010   | 28. Juli 2018     | aktiv (Nordflotte)   |
| Flottenadmiral Kassatonow (Адмирал флота Касатонов)                               | Sewernaja-Werft, Sankt Petersburg | 26. November 2009 | 12. Dezember 2014  | 21. Juli 2020     | aktiv (Nordflotte)   |
| Admiral Golowko (Адмирал Головко)                                                 | Sewernaja-Werft, Sankt Petersburg | 1. Februar 2012   | 22. Mai 2020       | 25. Dezember 2023 | aktiv (Nordflotte)   |
| Flottenadmiral der Sowjetunion Issakow (Адмирал флота Советского Союза Исаков)    | Sewernaja-Werft, Sankt Petersburg | 14. November 2013 | 27. September 2024 | im Bau            | Pazifikflotte        |
| Admiral Amelko (Адмирал Амелько)                                                  | Sewernaja-Werft, Sankt Petersburg | 23. April 2019    |                    | im Bau            |                      |
| Admiral Tschitschagow (Адмирал Чичагов)                                           | Sewernaja-Werft, Sankt Petersburg | 23. April 2019    |                    | im Bau            |                      |
| Admiral Jumaschew (Адмирал Юмашев)                                                | Sewernaja-Werft, Sankt Petersburg | 20. Juli 2020     |                    | im Bau            |                      |
| Admiral Spiridonow (Адмирал Спиридонов)                                           | Sewernaja-Werft, Sankt Petersburg | 20. Juli 2020     |                    | im Bau            |                      |
| Admiral Wyssozki (Адмирал Высоцкий)                                               | Sewernaja-Werft, Sankt Petersburg |                   |                    |                   | [ 21 ]               |